# Церковь Всех Святых (Феодосия)
Храм Всех Святых (укр. Храм Всіх Святих ) — храм в Феодосии, принадлежащий Феодосийскому благочинию Московского патриархата. К церковной территории примыкает Старое городское кладбище Феодосии.

## История

### Первый храм

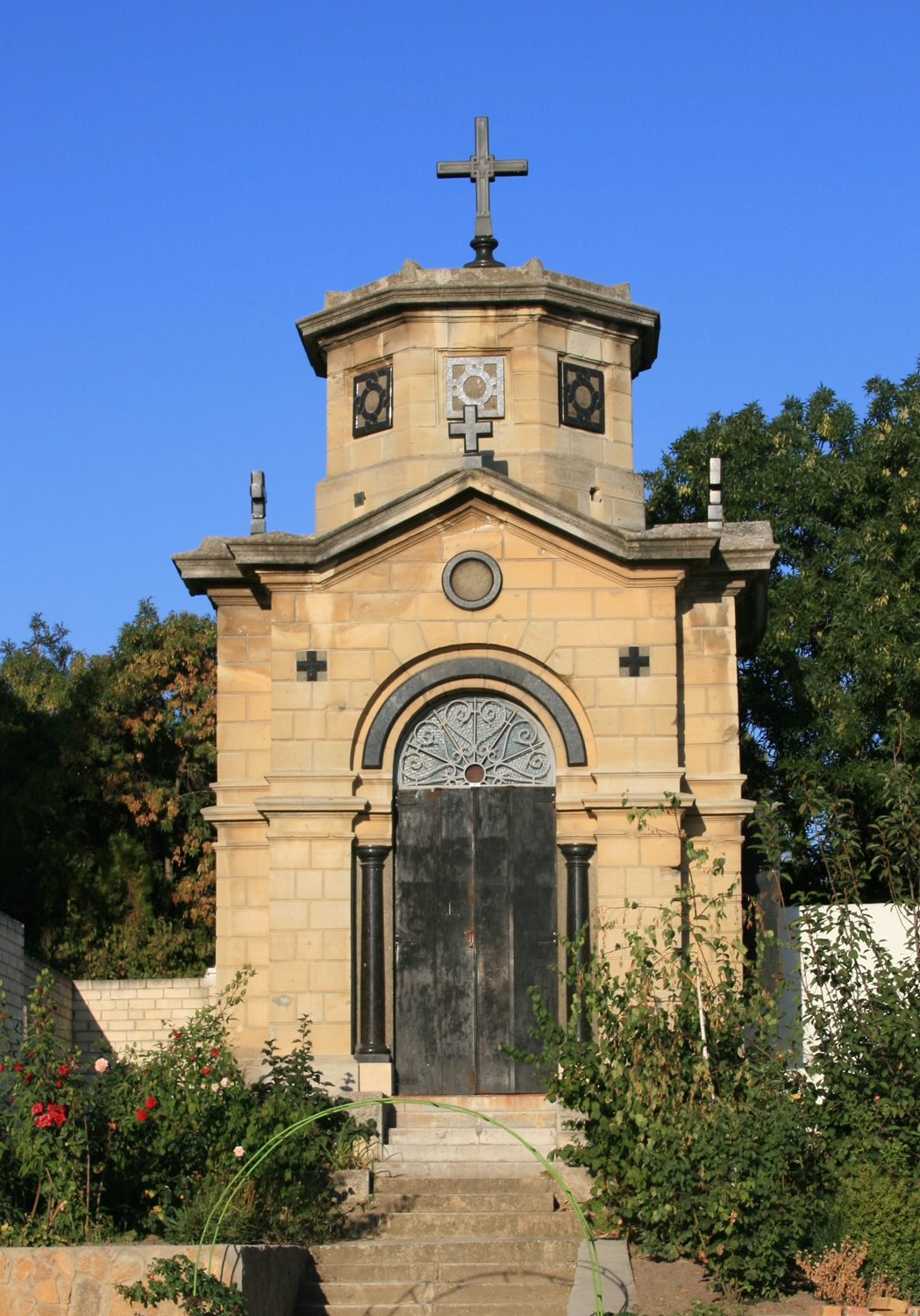
Часовня-склеп князей Чернецких

Первый храм «Кладбищенская церковь» на городском христианском кладбище на месте нынешнего был завершён в 1884 году и освящён 29 апреля 1885 года. В его архитектуре присутствовали элементы готики, древнерусского и византийского стилей. Архитектором храма был отставной инженер-капитан русского Черноморского флота Матвей Соломонович Нич, впоследствии погребённый недалеко от храма. Матвей Соломонович скончался в год окончания строительства церкви. С 1899 по 1904 год в храме служил Модест (Никитин), будущий епископ Севастопольский. С 1906 по 1920 год в храме служил Алексей Богаевский, с 1920-х ставший благочинным Феодосийского округа.
В 1938 году церковь, как и большинство храмов Крыма, была закрыта в ходе антирелигиозной кампании, проводившейся советскими властями. В 1942 году во время немецкой оккупации стараниями прежних прихожан и городского головы И. С. Харченко храм был вновь открыт. После смерти крымского архиепископа Луки (Войно-Ясенецкого), власти решили закрыть храм. Храм был взорван военными подрывниками ночью, чтобы не привлекать внимание прихожан. Вскоре, в том же 1961 году скончался и последний настоятель храма отец Евгений Руденко, ранее служивший в Александро-Невском соборе Ялты.
От первого Всехсвятского храма остались церковные ворота и склеп-часовня князей Чернецких.

### Второй храм
В 1992 году община храма Всех Святых начала подготовительные работы по восстановлению церкви. В 1996 году настоятелем храма стал Михаил Сытенко, в будущем — благочинный Феодосийского округа, стараниями которого началось строительство второго храма. Архитекторы А. И. Калабухов, С. М. Арефьева, Ф. Е. Астафьева по фотографиям прежнего храма создали новый проект. Строительные работы начались 28 июля 1999 года, а 28 апреля 2001 года был установлен главный купол и крест на нём. Роспись храма выполнили северодонецкие художники под руководством Е.Маковей. Стены храма позолочены, в сюжетах росписи использованы мотивы Ботичелли и Иванова. 30 ноября 2005 года митрополит Симферопольский и Крымский Лазарь (Швец) освятил храм Всех Святых.
В церкви хранятся иконы с частицами мощей Иова Почаевского, Иннокентия Иркутского, Луки (Войно-Ясенецкого).
При церкви работают духовная школа, музей храма, детский театр и другие объединения, действует гостиница для паломников и паломнических групп.

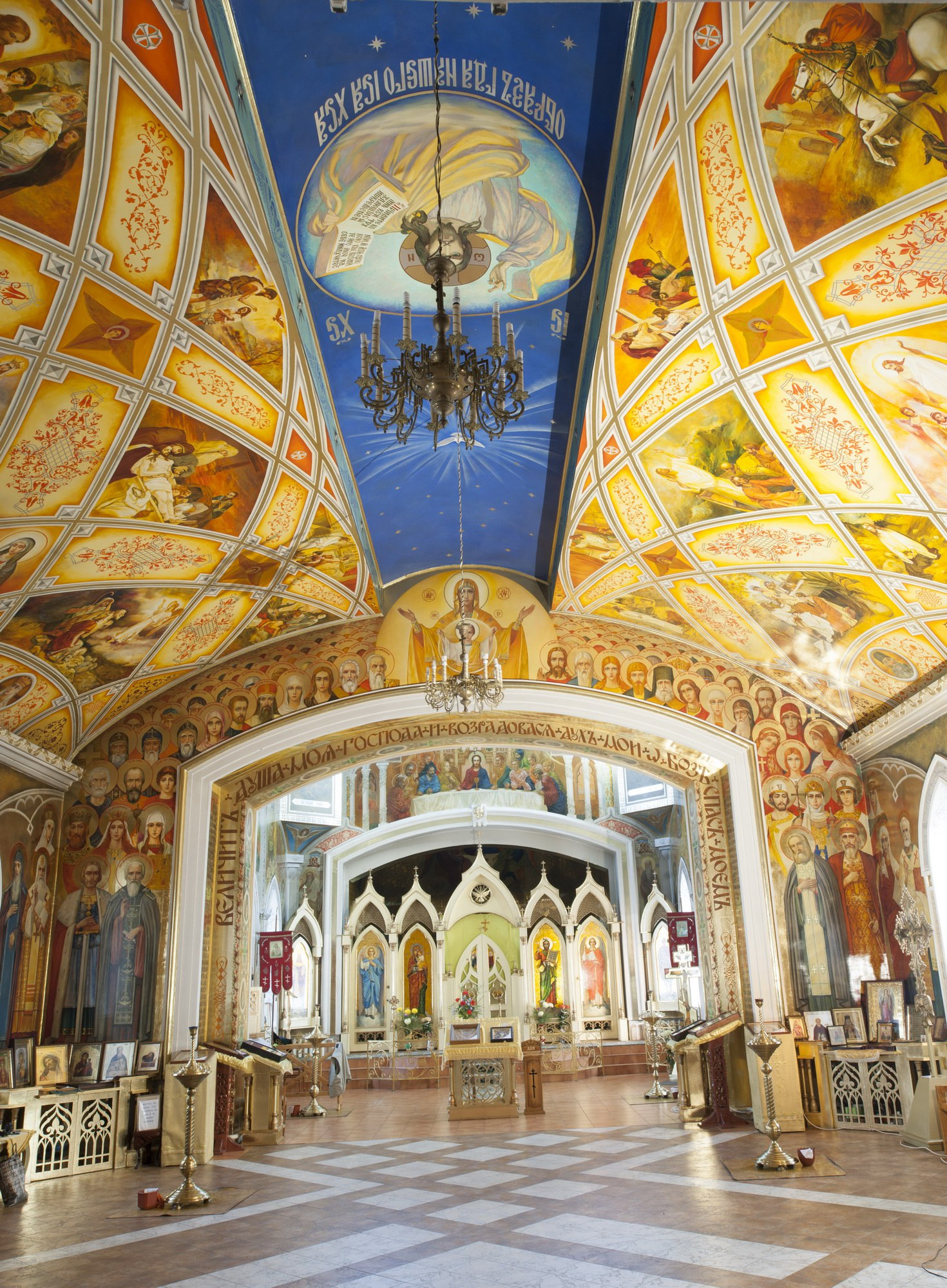
Интерьер церкви Храм Всех Святых Феодосия. Фотограф: Чистяков В.В.
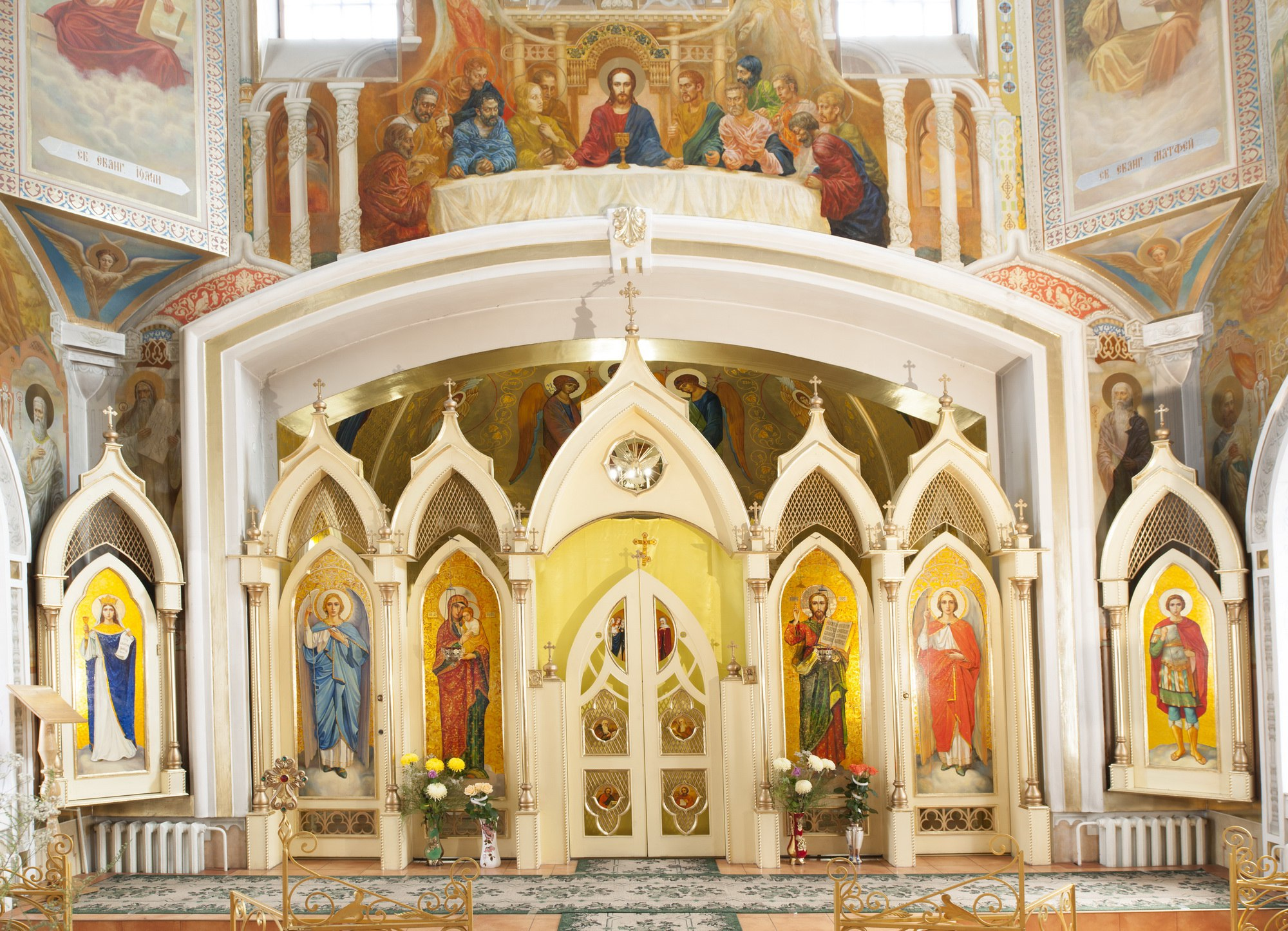
Вид на алтарь Храм Всех Святых Феодосия